# Бахджа, Ахмед
Ахмед Бахджа (араб. أحمد بهجا‎; род. 21 декабря 1970) — марокканский футболист, выступавший на позиции полузащитника за сборную Марокко.

## Клубная карьера
Ахмед Бахджа начинал свою карьеру футболиста в марокканском клубе «Кавкаб Марракеш», с которым в 1992 году стал чемпионом Марокко. В 1996 году он перешёл в саудовский «Аль-Иттихад», с ним он дважды выигрывал чемпионат Саудовской Аравии. В сезоне 1996/97 Бахджа с 21 забитым мячом стал лучшим бомбардиром саудовской лиги.
Затем Ахмед Бахджа сменил целый ряд клубов ОАЭ и Северной Африки: эмиратские «Аль-Васл» и «Аль-Наср», ливийский «Аль-Ахли», марокканские «Раджа Касабланка» и «МАС Фес», суданский «Аль-Хартум». Заканчивал свою игровую карьеру нападающий в марокканской команде «Наджм де Марракеш». 

## Карьера в сборной
Ахмед Бахджа сыграл за Марокко в трёх матчах футбольного турнира летних Олимпийских играх 1992 в Испании: группового этапа с Южной Кореей, Швецией и Парагваем. В игре с корейцами он на 64-й минуте забил гол, открыв счёт в матче.
Форвард был включён в состав сборной Марокко на чемпионат мира по футболу 1994 года в США, где выходил на поле во всех трёх играх своей команды на турнире: с Бельгией, Саудовской Аравией и Нидерландами.
Ахмед Бахджа играл за национальную команду на Кубке африканских наций 1998 года в Буркина-Фасо, где провёл за неё все четыре матча: группового этапа с Замбией, Мозамбиком и Египтом, а также четвертьфинала с ЮАР. В поединке с замбийцами он забил гол, принесший марокканцам итоговую ничью. Последним крупным турниром для Бахджи стал Кубок африканских наций 2000 года в Гане и Нигерии, где он провёл две игры: с Конго и Нигерией.

## Достижения
«Кавкаб Марракеш»
- Чемпион Марокко (1): 1991/92
- Обладатель Кубка Марокко (2): 1990/91, 1992/93

 «Аль-Иттихад»  
- Чемпион Саудовской Аравии (2): 1996/97, 1998/99
- Обладатель Кубка Саудовской Аравии (1): 1996/97